# جبهة التحرير الفلسطينية (جناح أبو نضال الأشقر)
جبهة التحرير الفلسطينية يُشار إليها أحيانًا بجبهة التحرير الفلسطينية (جناح أبو نضال الأشقر)، فصيل سياسي فلسطيني بقيادة أبو نضال الأشقر.
يقع مقر المنظمة في دمشق. عمليا ليس لها وجود داخل فلسطين. إيديولوجيا الجماعة تتبع خط قومي عربي.

## التاريخ
نشأت المجموعة بانقسام في جبهة التحرير الفلسطينية في لبنان عام 1983. ثار العقيد أبو موسى على قيادة ياسر عرفات وانقسمت جبهة التحرير الفلسطينية القديمة إلى ثلاثة (مجموعة بقيادة أبو العباس تؤيد ياسر عرفات، ومجموعة بقيادة عبد الفتاح غانم تؤيد أبو موسى، ومجموعة ثالثة بقيادة طلعت يعقوب تسعى إلى تظل محايدة في هذا الصراع). خرجت جبهة التحرير الفلسطينية (جناح أبو نضال الأشقر) من المجموعة الأخيرة.
في عام 1983 انضمت المجموعة إلى الجبهة الشعبية لتحرير فلسطين والجبهة الديمقراطية لتحرير فلسطين والحزب الشيوعي الفلسطيني في تشكيل التحالف الديمقراطي في عدن. وأعرب التحالف الديمقراطي عن استعداده للدخول في حوار مع عرفات
في كانون الثاني (يناير) 1984 اقتحم فصيل غانم مكتب جبهة التحرير الفلسطينية في دمشق واحتجز طلعت يعقوب كرهينة. أطلق سراح يعقوب بعد التدخل السوري وانتقل فصيل الغانم إلى ليبيا.
قطعت جبهة التحرير الفلسطينية (طلعت يعقوب) العلاقات مع منظمة التحرير بسبب اتفاق عمان. وإلى جانب الجبهة الشعبية لتحرير فلسطين. غادرت المجموعة التحالف الديمقراطي وانضمت بدلاً من ذلك إلى جبهة الإنقاذ الوطني الفلسطينية الموالية لسوريا. تمت إعادة العلاقات مع منظمة التحرير الفلسطينية في بداية الانتفاضة الأولى. تم الإعلان في الدورة الثامنة عشرة للمجلس الوطني الفلسطيني عن خطة لإعادة توحيد جناحي طلعت يعقوب وأبو العباس. في يونيو 1988 تم الإعلان عن الاندماج مع فصيل أبو العباس، حيث كان طلعت يعقوب أمينًا عامًا وأبو العباس نائبًا للأمين العام. ومع ذلك، استمر الفصيلان في العمل بشكل منفصل.

## القيادة
أصبح طلعت يعقوب الأمين العام لفصيل جبهة التحرير الفلسطينية. توفي يعقوب في الجزائر العاصمة في 17 نوفمبر 1988. بعد وفاته تولى يوسف مقدح (أبو نضال الأشقر) قيادة التنظيم. يحمل لقب نائب أمين عام المنظمة. اعتبارًا من عام 2010، كان علي عزيز عضوًا في المكتب السياسي للمنظمة. اعتبارًا من عام 2015، كان محمد ياسين ممثل المنظمة في لبنان. اعتبارا من عام 2007 ممثل المنظمة في صيدا هو وليد جمعة.

## العلاقات مع الفصائل الأخرى
كانت جبهة التحرير الفلسطينية (جناح طلعت يعقوب / أبو نضال الأشقر) عضوًا في منظمة التحرير الفلسطينية إلى جانب جبهة التحرير الفلسطينية (جناح أبو العباس). في عام 1993، رفضت جبهة التحرير الفلسطينية (جناح أبو نضال الأشقر) اتفاقات أوسلو وتركت منظمة التحرير الفلسطينية في تحالف القوى الفلسطينية المناهض لأوسلو.

## الجناح المسلح
اعتبارًا من عام 1999 ادعى التنظيم أن لديه 200 مقاتل في جنوب لبنان، لكن وُضعوا في الاحتياط في عام 1993.